# نیوبوریپورت (ماساچوست)
نیوبوریپورت(به انگلیسی: Newburyport) شهری در شهرستان اسکس ایالت ماساچوست می‌باشد که در سال ۱۷۶۴ بنیان‌گذاری شده‌است. این شهر در سرشماری سال ۲۰۱۰ میلادی، ۱۷٬۴۱۶ نفر جمعیت داشته‌است.

## نگارخانه

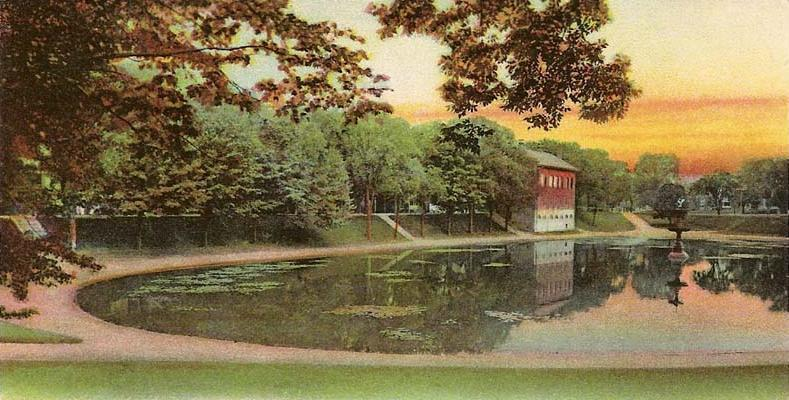